# 各務原大橋

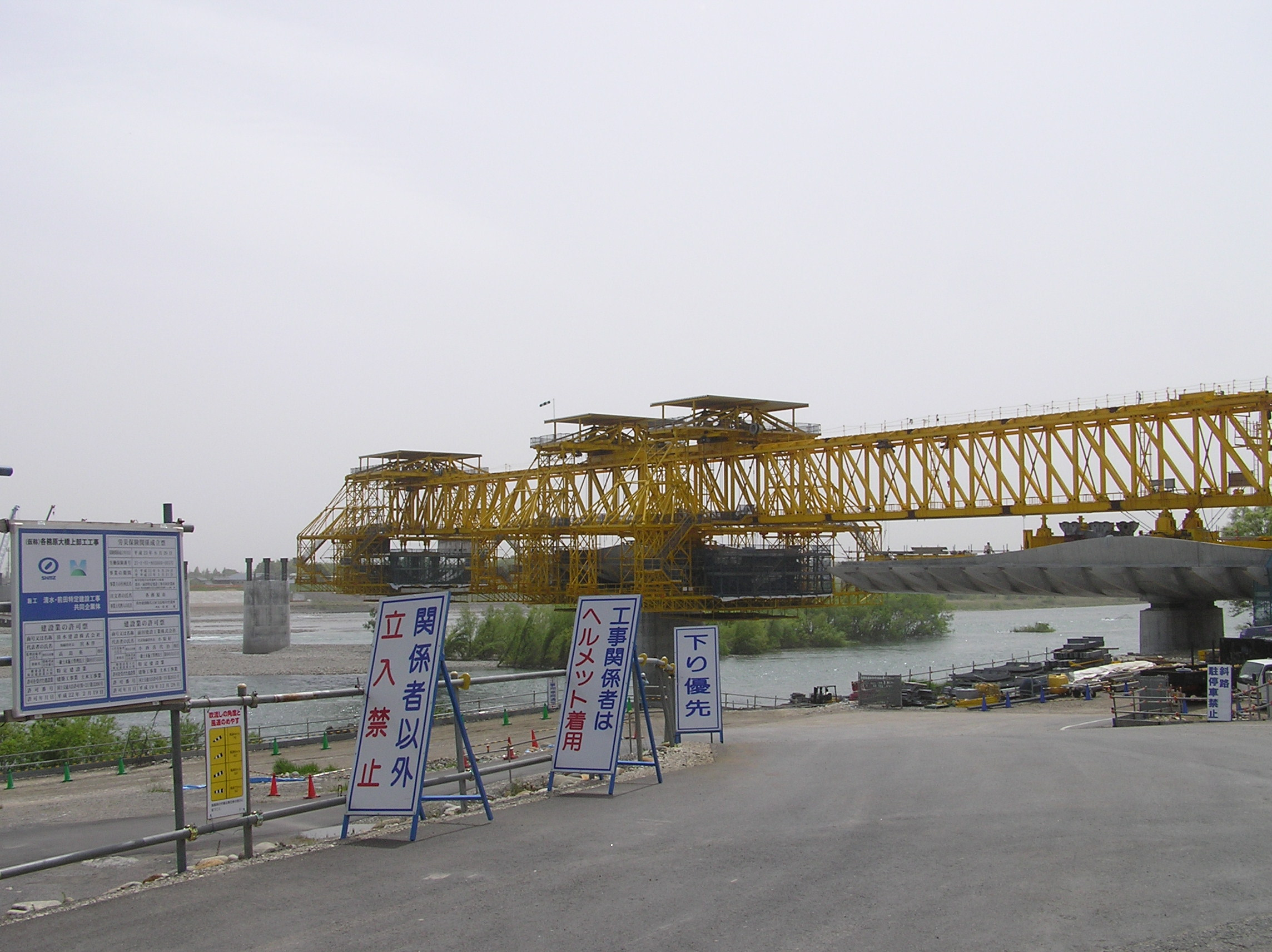
建築中の各務原大橋。2011年（平成23年）5月、岐阜県側より撮影

各務原大橋（かかみがはらおおはし）は、岐阜県各務原市上中屋町と、同市川島小網町の木曽川に架かる市道（各務原市道稲926）の橋である。2013年（平成25年）3月24日開通した。

## 概要
2004年（平成16年）11月1日 - 羽島郡川島町が各務原市に編入され、各務原市川島となるが、同じ市でありながら川島と木曽川北岸部（川島町合併前の各務原市域）とを直接結ぶ橋が無く、羽島郡笠松町経由の渋滞頻発ルートしか無い状態であった。そこで、各務原市は新たな橋の建設を計画するが、岐阜県の事業とした場合は完成までに約10年かかってしまうため、早急に完成を目指す各務原市は、市の事業として建設を行うことになった。
計画時には、3つのルートが考えられていた。
1. 木曽川北派川（各務原市神置町 - 同市川島笠田町（岐阜県道93号川島三輪線とは別ルート））
2. 木曽川（各務原市下中屋町 - 同市川島松倉町、岐阜県道一宮各務原線途中途絶区間（旧・松倉渡船跡））
3. 木曽川（各務原市上中屋町 - 同市川島小網町）

最終的には3の案が採用された。各務原大橋の完成後は木曽川南派川で同市川島小網町と愛知県江南市宮田神明町とを結ぶ神明小網橋（思いやり橋）とも接続し、各務原市の西部方面から名鉄犬山線の江南駅方面に達する新たなルートとなった。

### 年表
- 2009年（平成21年）- 着工。
  - 建設費用を抑えるため、木曽川の最も狭い場所に架橋された。延長は594.0m、片側1車線で両端に歩道が設置された。
  - 同時に航空自衛隊岐阜基地の西側（正門出入り口前）を通って同市市役所と同市川島小網町とを結ぶ各務原市の市道那加小網線の設置も行われた。
- 2013年（平成25年）3月24日 - 開通。

### 主要諸元
- 形式：10径間連続桁フィンバック橋
- 橋長：594.0 m（アプローチ部分は含まない）

## その他
- 明治時代中ごろまでは、各務原大橋の建設地の上流（現在の各務原市松本町 - 各務原市川島小網町）に、松本の渡し（小網の渡し）という、個人経営の渡し船があった。「川島町史」の中の「川島村木曽川水行交通絵図」には、松本村（現在の各務原市松本町1丁目）から小網島に至る「松本渡」が明記してある。また、明治24年（1891年）の「地形図」には、各務原大橋の建設地の下流にあたる羽栗郡上中屋村から小網島村に至る渡しが記載されている（中屋の渡し）。現在、ここには金比羅神社が祀られ、波止場も残されており、神社には「奉献 金毘羅大権現 文化十四丁丑十月十日」と刻まれた灯籠が残っている。更に小網島村を通って南に向かうと、神明の渡し（神明小網橋）に出る[2][3]。
- 各務原大橋の開通と同時に、市民広場として上中屋側に「各務原大橋交流広場」、川島小網町側に「小網広場」が開設されている。
- 各務原大橋の前後には跨道橋があり、左岸（川島小網町）には各務原大橋左岸アプローチ橋（橋長84.0 m）、右岸（川島小網町）には各務原大橋右岸アプローチ橋（橋長120.0 m）がある[1]。